# Bockkarkopf
Der Bockkarkopf ist als 2609 m hoher Berg Teil des Hauptkamms der Allgäuer Alpen. In den Allgäuer Alpen ist er der neunthöchste Gipfel und befindet sich zwischen dem Wilden Mann im Südwesten und der Hochfrottspitze im Nordosten. Über den pyramidenartigen Gipfel führt der vielbegangene Heilbronner Weg.
Über den Grat verläuft die Grenze Bayerns zu Tirol.

## Besteigung
Der Bockkarkopf wird meist nur bei der Begehung des Heilbronner Wegs bestiegen. Als einzelnes Ziel ist er allerdings auch als Rundtour vom Waltenberger-Haus aus über das Hintere Bockkar und die Socktalscharte zu begehen. Über die Bockkarscharte und das Vordere Bockkar wird dann wieder das Waltenberger Haus erreicht. Ebenso ist die Tour in umgekehrter Reihenfolge möglich.